# Якоб Моссель
Якоб Моссель (нід. Jacob Mossel; 28 листопада 1704 — 15 травня 1761) — двадцять восьмий генерал-губернатор Голландської Ост-Індії.

## Біографія
Якоб Моссель народився в Енкгейзені, в шляхетській родині. У віці 15 років він найнявся матросом на флейт "Haringthuyn", що направлявся до Ост-Індії. За протекцією Дірка ван Клоона, в 1721 році його було відправлено до Голландського Короманделу, де він почав робити кар'єру. 30 березня 1730 року він одружився з Адріаною Аппельс, 14-річною падчеркою Адріана ван Пла, губернатора Короманделу. В 1738 він сам стає губернатором, в 1740 році він стає надзвичайним радником при Раді Індій, а в 1742- сам стає членом Ради.
В 1747 році він стає генеральним директором з торгівлі, а в 1750, після смерті Густафа Віллема ван Імгоффа- новим генерал-губернатором.
Якоб Моссель керував Ост-Індією в ті часи, коли положення Голландської Ост-Індії все більш погіршувалось. Експансія Британської Ост-Індійської компанії загрожувала голандцям. Так, англійці в цей час витисняють голандців з Бенгалії. VOC все більше поглинає корупція; треба сказати, що і сам Моссель був до неї причетним. Міри, прийняті проти корупції були не дуже дієвими. Так, щоб заборонити показну демонстрацію багатства, в 1754 році були прийняті "Положення щодо стримування пишності", в яких були спроби встановимти кількість прикрас, які може носити офіцер, від кількості петлиць до розмірів будинків. Однак, коли дочка Мосселя вступала в шлюб, весілля супроводжувала пишна вечірка.
Якоб Моссель помер 15 травня 1761 року. Після його смерті було проведене пишне поховання.